# Marcipa pammicta
Marcipa pammicta är en fjärilsart som beskrevs av Bethune-Baker 1911. Marcipa pammicta ingår i släktet Marcipa och familjen nattflyn. Inga underarter finns listade i Catalogue of Life.